# Escut de Faura
L'escut de Faura és un símbol representatiu oficial de Faura, municipi del País Valencià, a la comarca del Camp de Morvedre. Té el següent blasonament:
| « | Escut truncat. Al primer, d'or, els quatre pals de gules. Al segon, d'argent, l'antiga creu de l'orde de Montesa, de gules. Entat en punt, d'argent, ones d'atzur i argent. Per timbre, corona reial, tancada. | » |

## Història
L'escut fou aprovat mitjançant el Reial Decret 1.816/1979, de 8 de juny, publicat al BOE núm. 179, de 27 de juny de 1979.
Els quatre pals són les Armes d'Aragó i recorden la jurisdicció de la vila reial de Morvedre arran de la Conquesta. A la segona partició, les armes de l'orde de Montesa i les dels Vives de Canyamàs en record de Felip Vives de Canyamàs, mestre de l'orde i comte de Faura.